# Meződ
Meződ là một thị trấn thuộc hạt Baranya, Hungary. Thị trấn này có diện tích 10,41 km², dân số năm 2010 là 120 người, mật độ 12 người/km².